# Федурино (Городецкий район)
Феду́рино — деревня в Городецком районе Нижегородской области. Административный центр Федуринского сельсовета.

## Население
| 2002 | 2010 |
| ---- | ---- |
| 536  | ↗575 |

## Улицы
- ул. Лесная,
- ул. Молодёжная,
- ул. Садовая,
- ул. Центральная,
- ул. Школьная.

## Инфрастрктура
В деревне расположено отделение Почты России (индекс 606531).